# Two Shores
Two Shores – polski dramat krótkometrażowy zrealizowany w 2022 roku w Stanach Zjednoczonych. Film w kwietniu 2024 roku otrzymał nagrodę Grand Prix na Międzynarodowym Festiwalu Filmowym ONE Country ONE Film we Francji.

## Fabuła
Główna bohaterka przyjeżdża z Polski do Brighton Beach w Nowym Jorku, aby zmierzyć się z „duchami przeszłości”. Nowe fakty otwierają przed nią szansę na weryfikację własnych wspomnień. Historia ukazana w „Two shores” opowiada o częstych losach polskich rodzin okresu PRL-u, gdzie doświadczenia osobiste przekraczają granice jednego państwa i epoki. Film dotyka tego, co najboleśniejsze i co kształtuje osobowość, jednocześnie nie jest też pozbawiony intrygującej, niemal dokumentalnej obserwacji ulic metropolii, w której miesza się wiele kultur i historii.

## Obsada[2]
- Ewa Rodart – Anna Maria
- Maksymilian Kubiś (Maks Kubiś) – Alexander
- Philip Lenkowsky – Dave
- Jerzy Bończak – Janusz
- Milena Lisiecka – żona
- Sila Blume – prorok
- Holger Falk – śpiewak
- Nandaka Katapoluge – przyjaciółka Alexa
- Marcelo Santan – przyjaciel Alexa 1
- Moses Lucas przyjaciel Alexa 2
- Ryszard Parol – ojciec
- Nataliia Nhytaiy – matka
- Maciej Kotowski – kuzyn
- Jerzy Kwiecien- dziadek
- Patryk Kaminiarz – Kowalski
- Ewa Oseka – Kowalska
- Małgorzata Giedroyć – córka Kowalskiego
- Umida Musaeva – Masha
- Igor Stepanov – Dima
- Maksymilian Dembowski – dziecko Dimy
- Renata Szkup – Vera
- Khrystyna Tyminska – siostra Very
- Wanda Pruszkowska – przyjaciółka matki
- Wiesława Kwiatek – przyjaciółka matki nr 2
- Petra Denison – młoda matka
- Kamilla Siarheichyk – spacerująca dziewczyna
- Ilona Macniak – matka na ulicy
- Zoe Macniak – córka na ulicy
- Łukasz Macniak – ojciec na ulicy
- Tomasz Bijok – dziecko na ulicy 1
- Oliver Macniak – syn na ulicy 1
- Jax Macniak – syn na ulicy 2
- Ida Bijok – dziecko na zabawie
- Jakub Szulc – gość nr 1
- Michał Bijok – gość nr 2
- Jakub Biernat – gość nr 3
- Michał Zieliński – gość nr 4
- Tim Clapham – gość nr 5
- Ewa Klinger – gość nr 6
- Zygmunt Smilek – gość nr 7
- Paweł Strusinski – gość nr 8
- Klara Klinger – flirtująca kobieta
- Irina Karpenko – dziewczyna z psem
- Zuzanna Borucka – kelnerka
- Krystian Bilko – barman
- Wojciech Dudek

## Informacje dodatkowe
- Geneza filmu według reżyserki i współautorki (wraz z Maksem Kubisiem scenariusza) opiera się na doświadczeniach własnych, oraz

opowiadania meksykańskiego pisarza Carlosa Fuentesa zatytułowanego „Dos Orillas” (Dwa Brzegi).